# Suff Daddy
Suff Daddy (* 1979 in Düsseldorf, eigentlich David Bormann) ist ein in Berlin lebender Musikproduzent.

## Leben
Suff Daddy begann bereits 1999 mit der Produktion eigener Musik mittels „Sony Acid“. Da er sich nicht sonderlich dafür interessierte, dass seine Musik auch Abnehmer fand, spezialisierte er sich auf Instrumental-Songs.
Nach dem Vertragsabschluss mit Melting Pot Music änderte sich dies, so finden sich seine Produktionen unter anderem bei Fleur Earth und Miles Bonny, darunter auch Remixe für Morlockk Dilemma.
2012 schloss er sich mit Dexter und Brenk Sinatra zum Produzententrio Betty Ford Boys zusammen, das seit 2013 mehrere LPs und EPs veröffentlicht hat.
Seit 2016 steht er beim Label Jakarta Records unter Vertrag. Stand 2024 hat er 7 LPs als Solokünstler sowie zahlreiche weitere Tonträger in Kollaboration veröffentlicht.

## Diskografie (Auswahl)
- 2008: Efil4ffus LP
- 2009: Hi-Hat Club, Vol. 2: Suff Draft
- 2010: The Gin Diaries LP
- 2011:  'Gnac EP
- 2012: Suff Sells LP
- 2013: Leaders of the Brew School (LP mit Betty Ford Boys)
- 2013: Erdgeschoss (mit Fleur Earth)
- 2013: Sympathy For The Liquor Mixtape
- 2013: Bricks & Mortar (Split-EP mit Ta-Ku)
- 2014: Retox (LP mit Betty Ford Boys)
- 2014: Uppers / Downers (EP mit Betty Ford Boys)
- 2015: Schmutzige Rapper (Co-Produktion für Audio88 & Yassin, auf Juice No 127 beziehungsweise dem Album Normaler Samt veröffentlicht)[3]
- 2015: D.R.Y.L.B.Y. (LP mit Betty Ford Boys)
- 2016: Random Promo EP
- 2016: Birdsongs LP
- 2018: Baker's Dozen: Suff Daddy
- 2019: Magic Single mit J. Lamotta und Ill Camille
- 2019: Remix Boy EP
- 2019: Twittdaddy EP (mit Twit One)
- 2020: Pompette LP
- 2020: Misery Funk (EP mit elo)
- 2022: Basically Sober LP
- 2023: Hair of the Dog LP